# Улица Василия Чугуевского

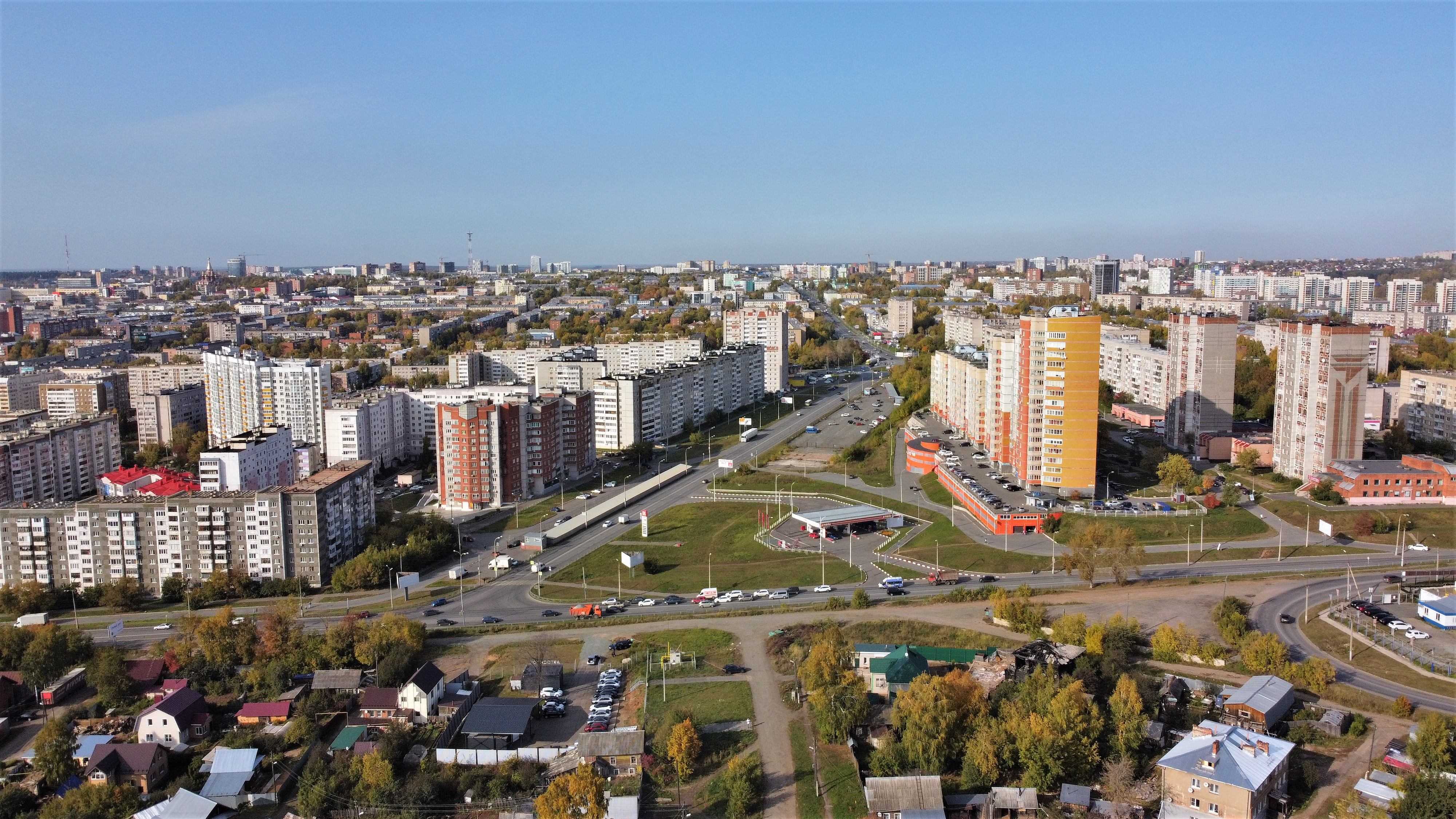
Вид с высоты на перекрёсток с улицей Удмуртской

Улица Васи́лия Чугуе́вского — улица в Ижевске, расположенная в Первомайском районе. Полностью расположена в Южном жилом районе. Направлена с востока на запад от пересечения с улицей Воровского, являясь продолжением Промышленной улицы, до улицы Карла Маркса. Протяжённость улицы примерно 1,7 километра.
Пересекает Удмуртскую, Революционную, Пушкинскую, Красноармейскую улицы и улицу Вадима Сивкова.
Справа примыкает улица 40 лет ВЛКСМ.
Слева примыкают улицы Комсомольская, Пионерская, часть улицы Коммунаров, улицы Жечева и Свободы.

## История
До 2002 года улица Чугуевского являлась частью Промышленной улицы. Нынешнее название улица получила 2003 году в память о Василии Сергеевиче Чугуевском, возглавлявшего Ижевский механический завод с 1980 года и проработавшем на нём сорок лет.

## Здания и сооружения
К улице Чугуевского относится только один 16-этажный жилой комплекс «Ниагара». Сама улица с правой стороны застроена типовыми жилыми многоэтажками микрорайонов Ю-1 и Ю-2, с левой стороны наблюдается сплошная частная малоэтажная жилая застройка.

## Транспорт
По улице проходят автобусные маршруты № 15, 19, 22, 25, 39, 49. Согласно генеральному плану Ижевска улицу Чугуевского предлагается продлить до улицы Новоажимова, путём постройки моста через реку Иж.